# Тамчынский аильный округ
Тамчынский аильный округ (аймак) — административная единица в Иссык-Кульском районе Иссык-Кульской области Кыргызстана.
Код COATE — 41702 225 830 00 0

## Население
По данным переписи 2022 года, в аильном округе проживало 5 655 человек.

## Известные уроженцы
- Касым Тыныстанов — киргизский учёный, поэт и государственный деятель. Основоположник киргизской письменности на основе латинского алфавита (1927—1940).

## Административное деление
В состав Тамчынского аильного округа ныне входят населённые пункты:
- Тамчы
- Кош-Кёль
- Чырпыкты

## Галерея

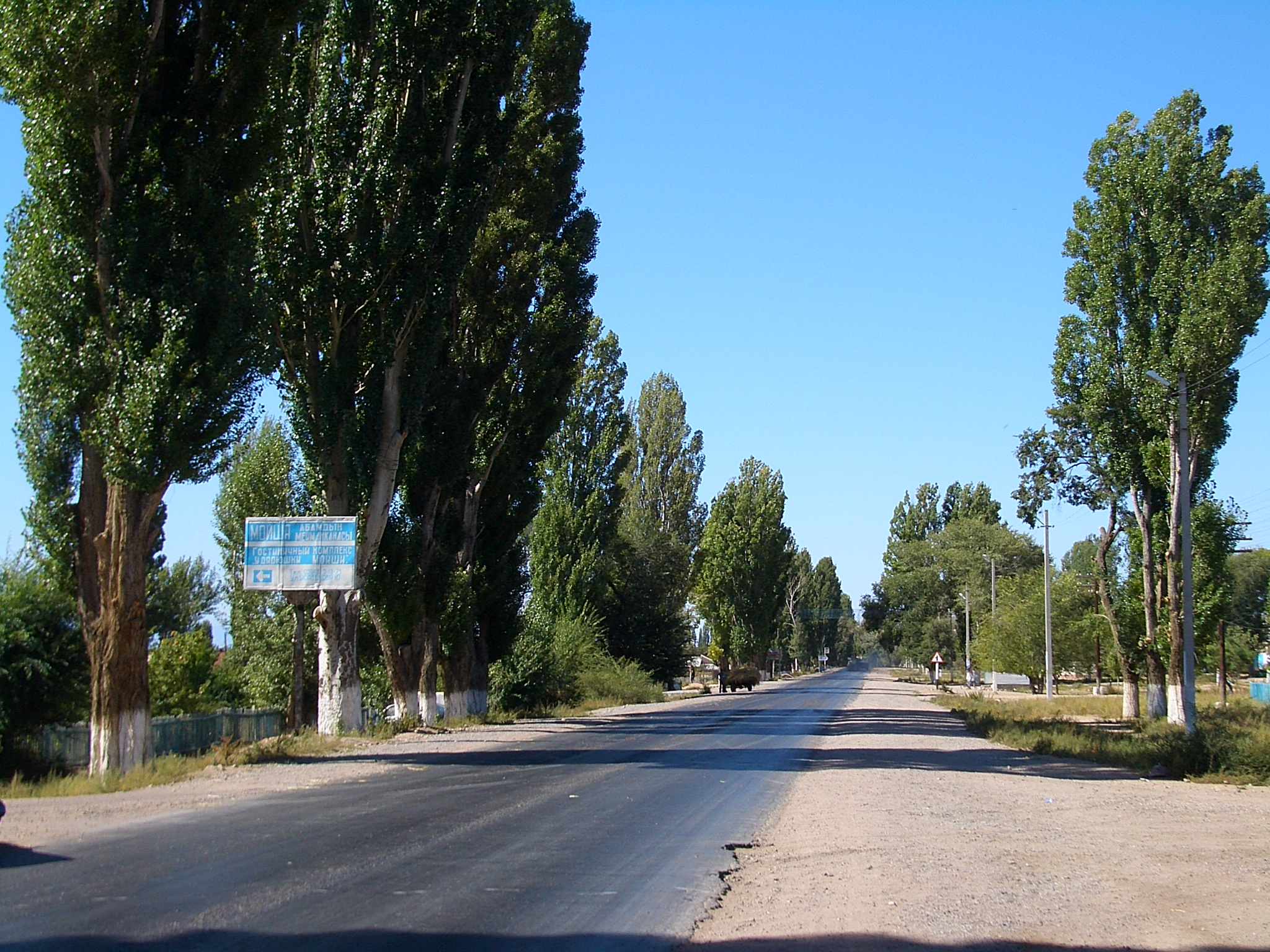
Село Тамчы

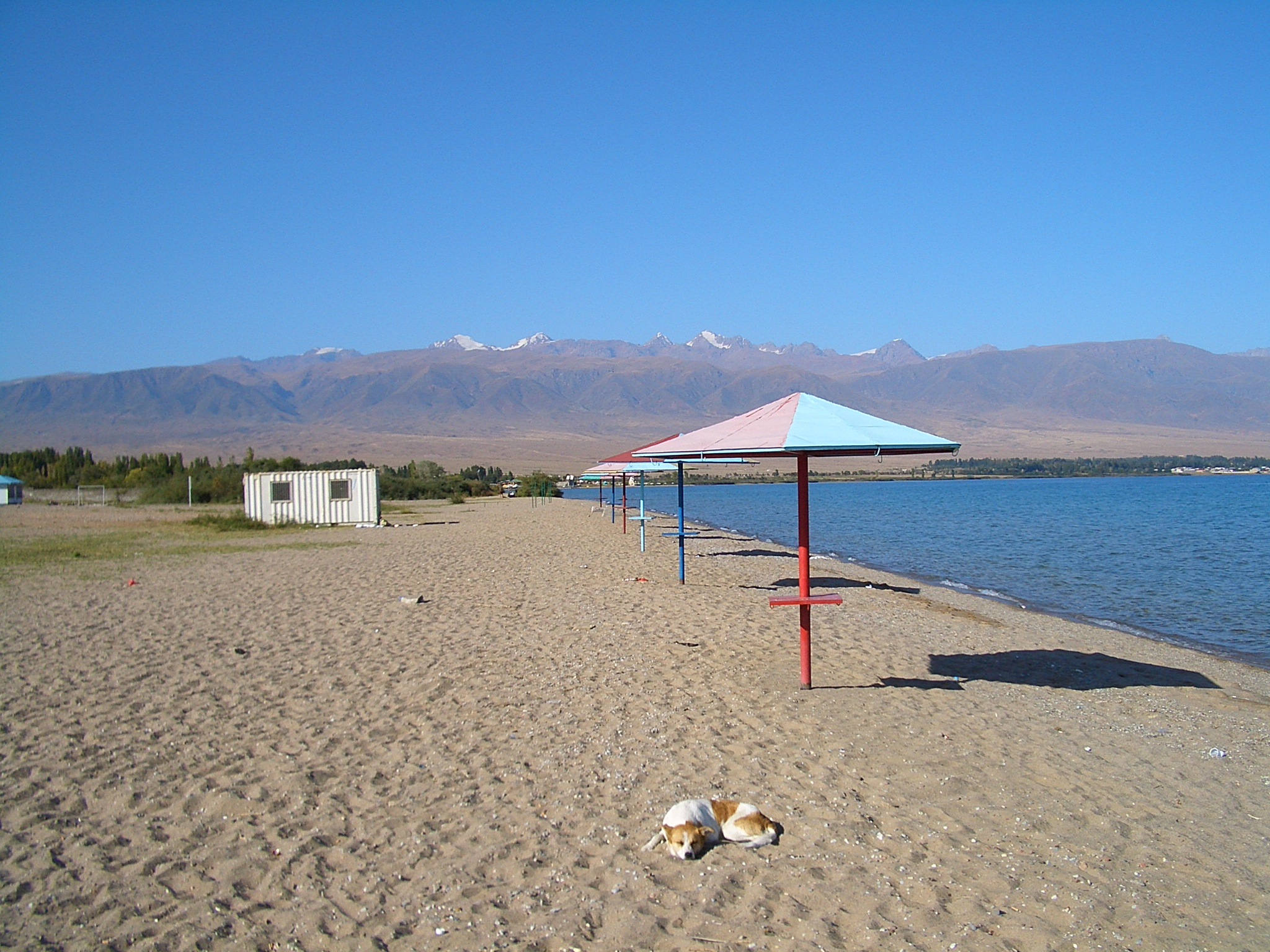
Пляж в селе Кош-Кёль

## Примечание
1. ↑  Государственный классификатор система обозначений объектов административно-территориальных и территориальных единиц Кыргызской республики. Архивная копия от 18 марта 2018 на Wayback Machine — Бишкек: Национальный статистический комитет Кыргызской республики, 2017.
2. ↑  Численность населения областей, районов, городов,поселков городского типа, айылных аймаков и айылов (сел) Кыргызской Республики Архивная копия от 10 ноября 2021 на Wayback Machine (на 2022 год).